# Pirin Nemzeti Park
A Pirin Nemzeti Park (bolgárul: Национален парк "Пирин") a Pirin-hegységben található Bulgária délnyugati csücskében. Mintegy 40 000 hektárt (400 km²-t) foglal el, benne a Pirin-hegység legmagasabb csúcsát, a 2914 m-re nyúló Vihren-hegyet. A mészkőhegység töbreiben 176 hegyi tó van; hóolvadáskor ideiglenes tavak is kialakulnak. A park területének közel 80%-át erdő borítja.

## Növényzete
Karakteres jellegzetességei a tűlevelű erdőtársulások. Ezekben a feketefenyő mellett sok a balkáni selyemfenyő és ez a balkáni páncélfenyő egyik eredeti termőhelye.
A számos védett lágyszárú faj egyike a nyári tőzike (Leucojum aestivum).

## Állatvilága
A hegységben szép számmal élnek zergék, barnamedvék és szürke farkasok.

## Története
Az UNESCO 1983-ban vette fel a területet a világörökség listájára. Az Európai Természeti Örökség Alapítvány (EURONATUR) programot indított a nemzeti parkban élő farkasok védelmére. Ennek részeként egy nagyragadozó-központot is létrehoznak. 
A bolgár kormány 2000-ben engedélyezte, hogy a 925 méter magasan fekvő Bansko falu mellett síparadicsomot építsenek ki; a helyet főleg a britek által kedvelték meg igen gyorsan. mivel a létesítmény visszafordíthatatlan károkat okozott a környezetben, ezt a részt a környezetrombolás miatt kizárták a világörökségből.
2017-ben a kormány új terveket fogadott el a terület hasznosítására. A park 48 százalékán engedélyeztek fejlesztéseket, ezen belül a síelőknek kialakított területet 12 és félszeresére, 3000 ha-ra növelték volna. A WWF 2018 januárjában közzétett jelentése szerint a Bansko síparadicsom már eddig is visszafordíthatatlan környezeti károkat okozott.
A WWF álláspontját a közvélemény év végére ismerte meg, és decemberben utcai demonstrációk kezdődtek a park átalakítása ellen. Bojko Boriszov miniszterelnök a vádak nagy részét visszautasította, helyettese, Valeri Szimeonov pedig egyenesen azt sugallta, hogy a demonstrációkat külföldről szervezik. A bolgár legfelsőbb bíróság 2019 januárjában megállapította, hogy a fejlesztések több törvényt is sértenének. Határozatában megtiltotta újabb sportlétesítmények építését, és csakis a meglévők karbantartását engedélyezte.

## Fordítás
- Ez a szócikk részben vagy egészben  a   Pirin (Nationalpark) című német Wikipédia-szócikk ezen változatának fordításán alapul.  Az eredeti cikk szerkesztőit annak laptörténete sorolja fel. Ez a jelzés csupán a megfogalmazás eredetét és a szerzői jogokat jelzi, nem szolgál a cikkben szereplő információk forrásmegjelöléseként.
- Ez a szócikk részben vagy egészben  a   Pirin (Gebirge) című német Wikipédia-szócikk ezen változatának fordításán alapul.  Az eredeti cikk szerkesztőit annak laptörténete sorolja fel. Ez a jelzés csupán a megfogalmazás eredetét és a szerzői jogokat jelzi, nem szolgál a cikkben szereplő információk forrásmegjelöléseként.
- Ez a szócikk részben vagy egészben  a   Wichren című német Wikipédia-szócikk ezen változatának fordításán alapul.  Az eredeti cikk szerkesztőit annak laptörténete sorolja fel. Ez a jelzés csupán a megfogalmazás eredetét és a szerzői jogokat jelzi, nem szolgál a cikkben szereplő információk forrásmegjelöléseként.